# Kindamba
Kindamba – miasto w południowo-wschodnim Kongu; w departamencie Pool; liczy około 59,8 tys. mieszkańców (2007). W mieście znajduje się port lotniczy Kindamba.